# Lisa Lemke
Jenny Lisa Sofia Nordgren Lemke, född 19 mars 1981 i Tofteryds församling i Jönköpings län, är en svensk TV-kock, författare och föreläsare. Hon har genom åren släppt ett flertal kokböcker som släppts både i Sverige och utomlands.
Bland de böcker som utgivits finns:
- Bubbelskratt (isaberg förlag)
- 101 Smultronställen (egen utgivning)
- Till grillat (Bonnier fakta)
- Till sommaren (Bonnier fakta)
- Allt i en gryta (Bonnier fakta)
- Lisa på Landet (Bonnier fakta)
- Grön Magi (recept, utgiven Massolit förlag)

Lemke har också setts i ett antal TV-program som Sommarkväll, Historieätarna, Grillmästarna, Sverigeresan och Mitt Kök/Köket. Hösten 2018 hade matprogrammet Timjan, tupp och tårta premiär på SVT med Lisa Lemke som programledare. Den andra säsongen av programmet sändes under hösten 2019 även denna gång med Lemke som programledare. I programmet medverkar även Sandra Mastio och Zeina Mourtada.
2016 blev Lisa Lemke utsedd till Årets Falkenbergare.